# Троја (филм)
Троја (енгл. Troy) је епски историјско-ратни филм из 2004. године, редитеља Волфганга Петерсена о Тројанском рату који се наводно водио између Ахајаца и Троје у 12. веку пре нове ере. Сценарио потписује Дејвид Бениоф по Хомеровом јуначком епском спеву Илијада, док су продуценти филма Волфанг Петерсен, Дајана Ратбун и Колин Вилсон. Музику је компоновао Џејмс Хорнер.
У филму је представљена ансамблска подела улога које тумаче Бред Пит као грчки јунак Ахилеј, Ерик Бана као тројански принц Хектор и Орландо Блум као Парис, док су у осталим улогама Дијана Кригер, Брајан Кокс, Шон Бин, Брендан Глисон и Питер О’Тул. Филм је премијерно приказан 13. маја 2004. на Канском филмском фестивалу, док је у америчким биоскопима објављен дан касније.
Зарада на биоскопским благајнама од преко 497 милиона долара учинила је Троју осмим филмом са највећом зарадом 2004. године. Међутим, наишао је на помешане рецензије критичара, који су похвалили глуму, сценографију и акционе сцене, али су критиковали причу, која је узела значајне слободе у односу на изворни материјал. Филм је био номинован за награду Оскар у категорији за најбољу костимографију.

## Радња
Године 1184. п. н. е., краљ Агамемнон уједињује грчка краљевства. Ахилеј, јуначки ратник, бори се за Агамемнона, али презире његову тиранску владавину. У међувремену, принц Хектор од Троје и његов брат Парис преговарају о мировном споразуму са Менелајем, краљем Спарте. Парис започиње аферу са Менелајевом женом, краљицом Хеленом, и он је прокријумчари на свој брод који испловљава ка Троји. Хектор, у почетку љут, невољно пристаје да доведе Хелену у Троју. Бесан, Менелај долази код Агамемнона, свог старијег брата, и тражи од њега да помогне у заузимању Троје. Агамемнон пристаје, јер би му освајање Троје дало контролу над Егејским морем. Агамемнон шаље Одисеја, краља Итаке, да убеди Ахилеја да им се придружи.
У Троји, краљ Пријам дочекује Хелену када се Хектор и Парис врате кући, и одлучује да се припреми за рат. Грци покрећу инвазију са 50.000 људи и заузимају тројанску плажу, углавном захваљујући Ахилеју и његовим Мирмидонцима који су очистили тројанску претходницу. Ахилеј наређује пљачку Аполоновог храма, а Брисеиду − свештеницу и рођаку Париса и Хектора − узима за заробљеницу. Побесни када му је Агамемнон из ината одузме и одлучује да му неће пружити помоћ у опсади града. Тројанци у међувремену расправљају о томе како се најбоље носити са инвазијом Грка. Генерал Глаук полаже поверење у зидине Троје и снагу њихове војске, док се други залажу за дипломатију. Парис објављује своју намеру да изазове Менелаја за право на Хелену.
Тројанска и грчка војска се налазе испред Троје. Током преговора, Парис предлаже двобој Менелају у замену да Хелена и град буду поштеђени. Агамемнон прихвата, намеравајући да заузме град без обзира на исход двобоја. Менелај рањава Париса и замало га убије, али Хектор убија спартанског краља, прекршивши договор. Побеснели Агамемнон наређује Грцима да разбију тројанску војску. Међутим, битка која је уследила испоставља се као катастрофална за Грке; Хектор лично убија Ајанта, а хиљаде грчких војника гине против високо дисциплиноване и у борби доказане тројанске војске коју подржавају стрелци на градским зидинама. Пошто се грчке жртве убрзано повећавају, Агамемнон је приморан да се повуче, али се и даље противи помирењу са Ахилејем. Он даје Брисеиду грчким војницима за њихову забаву, али је Ахилеј спасава. Касније те ноћи, Брисеида се ушуња у Ахилејеве одаје са намером да га убије; осећања је издају, попушта Ахилеју и они постају љубавници. Ахилеј тада одлучује да напусти Троју, на велику ужас Патрокла, његовог рођака и штићеника.
Упркос Хекторовим приговорима, Пријам му наређује да нападне Грке. Хектор се бори са човеком за кога верује да је Ахилеј и убија га, само да би открио да је то заправо Патрокло. Избезумљене, обе војске се слажу да заврше са борбама за тај дан. Ахилеј је обавештен о смрти свог рођака и заклиње се на освету. Свестан Ахилејеве снаге, Хектор показује својој жени Андромахи тајни тунел испод Троје. Ако он умре и град падне, он је упућује да њихово дете и све преживеле одведе из града на планину Ида.
Следећег дана, Ахилеј стиже изван Троје и изазива Хектора. Њих двојица се боре, а Ахилеј убија противника, након чега одвлачи његов леш назад на тројанску плажу. Пријам се ушуња у грчки логор и преклиње Ахилеја да врати Хекторово тело како би било прописно сахрањено. Постиђен својих поступака, Ахилеј пристаје и дозвољава Брисеиди да се врати у Троју са Пријамом, обећавајући дванаестодневно примирје како би се Хекторови погребни обреди могли одржати у миру. Такође наређује својим људима да се врате кући без њега.
Агамемнон изјављује да ће заузети Троју без обзира на све. Забринут, Одисеј смишља план да се инфилтрира у град: наређује Грцима да саграде огромног дрвеног коња као понуду мира и напусте тројанску плажу, скривајући своје бродове у оближњој ували. Пријам наређује да се коњ уведе у град. Те ноћи, Грци, који су се крили у коњу, излазе и отварају градске капије како би пустили грчку војску, започињући пљачку града. Тројански војници устају и покушавају да одбране град, али су надбројани и масакрирани, док су цивили заробљени или искасапљени.
Док Грци пљачкају доњи град, Андромаха и Хелена воде Тројанце на сигурно кроз тунел, Парис предаје Мач Троје Енеји, налажући му да заштити Тројанце и пронађе им нови дом. Док Грци продиру у двориште палате, Глаук предводи преостале Тројанце у храброј последњој борби. Тројанци убијају многе Грке, али су на крају надвладани, а Глаука убија Одисеј. Агамемнон убија Пријама и хвата Брисеиду, која га потом убија. Ахилеј се пробија кроз град и спашава Брисеиду. Парис, желећи да освети свог брата, испаљује стрелу кроз Ахилејеву пету, а затим још неколико у његово тело. Ахилеј се опрашта од Брисеиде и гледа је како бежи са Паризом пре него што умре.
Након тога, Грци су коначно заузели Троју и приређују Ахилеју сахрану, где Одисеј лично кремира његово тело.

## Улоге
- Бред Пит као Ахилеј
- Ерик Бана као Хектор
- Орландо Блум као Парис
- Дијана Кригер као Хелена
- Питер О’Тул као Пријам
- Шон Бин као Одисеј
- Брајан Кокс као Агамемнон
- Брендан Глисон као Менелај
- Кен Боунс као Хипас
- Сафрон Бароуз као Андромаха
- Роуз Берн као Брисеида
- Џули Кристи као Тетида
- Џејмс Козмо као Глаук
- Френки Фицџералд као Енеја
- Џулијан Главер као Триоп
- Гарет Хедлунд као Патрокло
- Тајлер Мејн као Ајант
- Винсент Риган као Еудор
- Џон Шрапнел као Нестор
- Најџел Тери као Телеф
- Адони Маропис као Филоктет
- Нејтан Џоунс као Боагрије